# Букув (Малопольське воєводство)
Букув (пол. Buków) — село в Польщі, у гміні Могиляни Краківського повіту Малопольського воєводства.
Населення — 697 осіб (2011).
У 1975-1998 роках село належало до Краківського воєводства.

## Демографія
Демографічна структура станом на 31 березня 2011 року:
|          | Загалом | Допрацездатний вік | Працездатний вік | Постпрацездатний вік |
| -------- | ------- | ------------------ | ---------------- | -------------------- |
| Чоловіки | 346     | 87                 | 232              | 27                   |
| Жінки    | 351     | 60                 | 223              | 68                   |
| Разом    | 697     | 147                | 455              | 95                   |